# Australazja na Letnich Igrzyskach Olimpijskich 1912
Reprezentacja Australazji na V Letnich Igrzyskach Olimpijskich w Sztokholmie, składająca się z zawodników z Australii i Nowej Zelandii, liczyła 25 sportowców (23 mężczyzn i 2 kobiety). Drużyna ta miała przedstawicieli w czterech spośród 16 rozgrywanych dyscyplin. Chorążym reprezentacji był Malcolm Champion, dla którego był to jedyny występ na igrzyskach. Najmłodszym reprezentantem kraju był 19-letni sprinter Claude Ross, a najstarszym 33-letni wioślarz Roger Fitzhardinge. Reprezentacja Australazji zdobyła łącznie siedem medali – dwa złote, dwa srebrne i trzy brązowe. Najlepszy wynik indywidualnie osiągnął pływak Harold Hardwick zdobywając jeden złoty (w sztafecie) i dwa brązowe medale.
Start reprezentacji Australazji na Letnich Igrzyskach Olimpijskich 1912 był jej drugim, a zarazem ostatnim startem na letnich igrzyskach olimpijskich. Na kolejnych igrzyskach reprezentacje Australii i Nowej Zelandii startowały oddzielnie.

## Delegacja
Poza zawodnikami, w skład delegacji weszło prawdopodobnie 12 osób. W składzie delegacji wioślarskiej znajdowali się: C.S. Cunningham (także dziennikarz), C.H. Helsham, W.J. Middleton, A. Thomson i Q.L. Delloite. Delegacja lekkoatletyczna była reprezentowana przez W.B. Alexandra, a pływacka przez Alexa Watsona, E.S. Marksa i A.C.W. Hilla, który był także ówczesnym sekretarzem Narodowego Komitetu Olimpijskiego Australazji. Do Berlina przylecieli też: V. Horniman (menedżer i przewodniczący delegacji), C.A. Verge (lekarz) i James Hill (dziennikarz).

## Statystyki według dyscyplin
Spośród szesnastu dyscyplin sportowych, które Międzynarodowy Komitet Olimpijski włączył do kalendarza igrzysk, reprezentacja Australazji wzięła udział w czterech. Najliczniejszą reprezentację Australazja wystawiła w wioślarstwie, gdzie wystąpiło dziesięciu zawodników.
| Lp | Sport         | Mężczyźni | Kobiety | Łącznie |
| -- | ------------- | --------- | ------- | ------- |
| 1  | Wioślarstwo   | 10        | –       | 10      |
| 2  | Pływanie      | 7         | 2       | 9       |
| 3  | Lekkoatletyka | 5         | –       | 5       |
| 4  | Tenis ziemny  | 1         | –       | 1       |

## Zdobyte medale

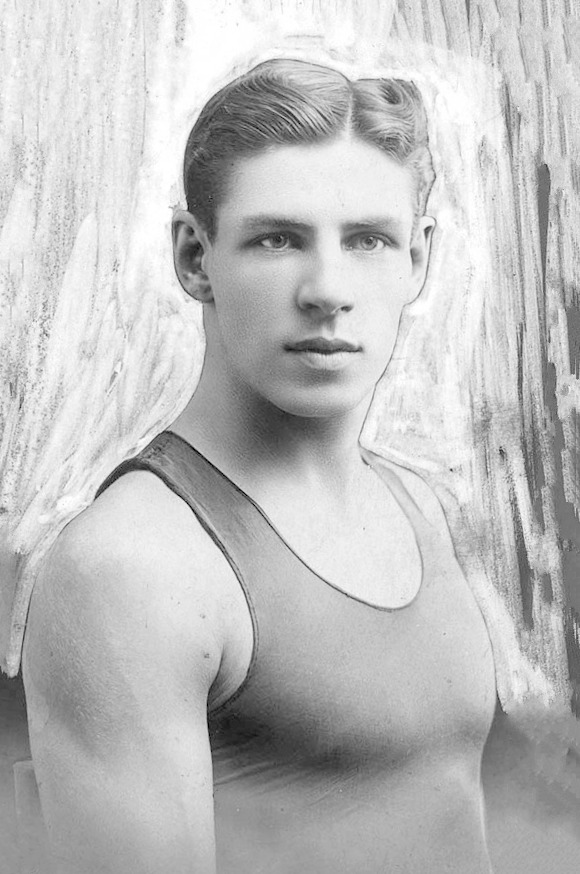
Harold Hardwick – zdobywca złotego i dwóch brązowych medali

| Medal  | Zawodnik                                                     | Dyscyplina   | Konkurencja                                 | Data     |
| ------ | ------------------------------------------------------------ | ------------ | ------------------------------------------- | -------- |
| Złoto  | Fanny Durack                                                 | Pływanie     | 100 m stylem dowolnym kobiet                | 12 lipca |
| Złoto  | Cecil Healy Malcolm Champion Leslie Boardman Harold Hardwick | Pływanie     | Sztafeta 4 x 200 m stylem dowolnym mężczyzn | 15 lipca |
| Srebro | Mina Wylie                                                   | Pływanie     | 100 m stylem dowolnym kobiet                | 12 lipca |
| Srebro | Cecil Healy                                                  | Pływanie     | 100 m stylem dowolnym mężczyzn              | 10 lipca |
| Brąz   | Harold Hardwick                                              | Pływanie     | 400 m stylem dowolnym mężczyzn              | 14 lipca |
| Brąz   | Harold Hardwick                                              | Pływanie     | 1500 m stylem dowolnym mężczyzn             | 10 lipca |
| Brąz   | Anthony Wilding                                              | Tenis ziemny | Gra pojedyncza mężczyzn w hali              | 12 maja  |

## Lekkoatletyka
Australazję w lekkoatletyce reprezentowało pięciu mężczyzn. Wystartowali oni w siedmiu konkurencjach. W biegach sprinterskich na dystansach 100 i 200 metrów wziął udział William Stewart. Na krótszym dystansie odpadł w fazie półfinałowej, zaś w dłuższym nie przeszedł etapu eliminacji. Na dystansie 400 metrów wystartował Claude Ross, lecz nie ukończył swojego biegu w eliminacjach. W biegach długich na dystansach 5000 i 10 000 metrów startował George Hill. Na krótszym z dystansów zajął czwarte miejsce w swoim biegu eliminacyjnym i odpadł z rywalizacji, a biegu na 10 000 metrów nie ukończył. W biegu maratońskim wystartował Stuart Poulter, jednak nie ukończył dystansu. William Murray startował w chodzie sportowym na dystansie 10 kilometrów, lecz został zdyskwalifikowany.

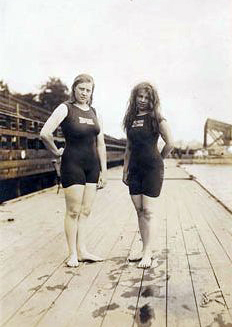
Fanny Durack i Mina Wylie

Zawodnicy
- George Hill
- William Murray
- Stuart Poulter
- Claude Ross
- William Stewart

| Konkurencja      | Zawodnik        | Eliminacje | Eliminacje         | Półfinał | Półfinał         | Finał | Finał   | Miejsce |
| Konkurencja      | Zawodnik        | Wynik      | Miejsce            | Wynik    | Miejsce          | Wynik | Miejsce | Miejsce |
| ---------------- | --------------- | ---------- | ------------------ | -------- | ---------------- | ----- | ------- | ------- |
| Bieg na 100 m    | William Stewart | 11,00      | 1. w swoim biegu Q | nn       | 3. w swoim biegu | NQ    | NQ      | 7-33    |
| Bieg na 200 m    | William Stewart | 26,00      | 1. w swoim biegu Q | -        | DNF              | NQ    | NQ      | 7-36    |
| Bieg na 400 m    | Claude Ross     | -          | DNF                | NQ       | NQ               | NQ    | NQ      | AC      |
| Bieg na 5000 m   | George Hill     | 15:56,80   | 4. w swoim biegu   | —        | —                | NQ    | NQ      | 10-29   |
| Bieg na 10 000 m | George Hill     | -          | DNF                | —        | —                | NQ    | NQ      | AC      |
| Maraton          | Stuart Poulter  | —          | —                  | —        | —                | -     | DNF     | AC      |
| Chód na 10 km    | William Murray  | -          | DQ                 | —        | —                | NQ    | NQ      | –       |

## Pływanie

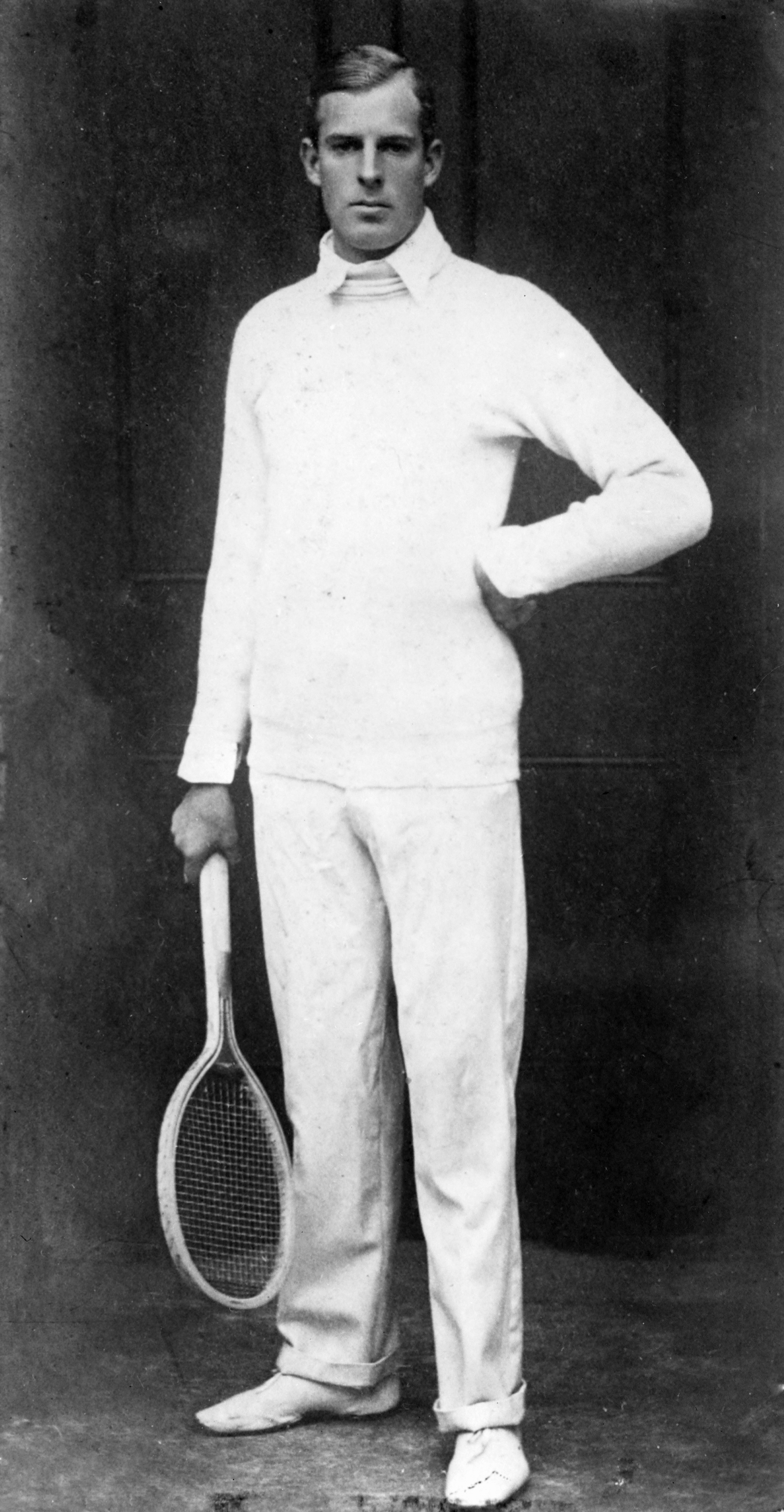
Anthony Wilding

W zawodach pływackich w barwach Australazji wystartowało dziewięciu sportowców – dwie kobiety i siedmiu mężczyzn. Zdobyli sześć z siedmiu australezyjskich medali – dwa złote, dwa srebrne i dwa brązowe. Poprawili w ten sposób swój wynik z 1908 roku, z igrzysk w Londynie, gdzie zdobyli jeden srebrny i jeden brązowy medal.
Kobiety
Dwie reprezentantki Australazji, Fanny Durack i Mina Wylie, wystartowały w jednej konkurencji – wyścigu na 100 metrów stylem dowolnym. Obie wygrały swoje wyścigi eliminacyjne oraz półfinały. Dodatkowo Durack ustanowiła w eliminacjach rekord świata czasem 1:19,60. Obie zawodniczki spotkały się dopiero w finale, gdzie złoto wywalczyła Durack czasem 1:22,20. Wylie zdobyła srebrny medal z czasem 1:25,40.
Zawodniczki
- Fanny Durack
- Mina Wylie

| Konkurencja           | Zawodnik     | Eliminacje | Eliminacje           | Półfinał | Półfinał             | Finał   | Finał   | Miejsce |
| Konkurencja           | Zawodnik     | Wynik      | Miejsce              | Wynik    | Miejsce              | Wynik   | Miejsce | Miejsce |
| --------------------- | ------------ | ---------- | -------------------- | -------- | -------------------- | ------- | ------- | ------- |
| 100 m stylem dowolnym | Fanny Durack | 1:19,80    | 1. w swoim wyścigu Q | 1:20,20  | 1. w swoim wyścigu Q | 1:22,20 | 1.      | złoto   |
| 100 m stylem dowolnym | Mina Wylie   | 1:26,80    | 1. w swoim wyścigu Q | 1:27,00  | 1. w swoim wyścigu Q | 1:25,40 | 2.      | srebro  |

Mężczyźni

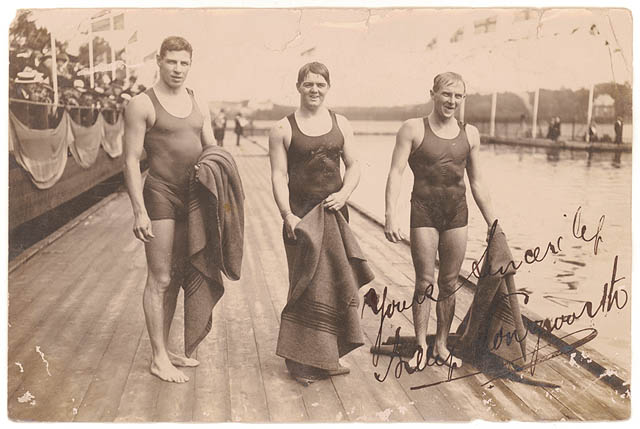
Od lewej: Hardwick, Longworth i nieznany reprezentant Australazji (Boardman lub Champion)

Australazję w pływaniu reprezentowało siedmiu mężczyzn w sześciu konkurencjach. Na dystansie 100 metrów stylem dowolnym na najwyższym miejscu uplasował się Cecil Healy, zdobywca brązowego medalu. Do finału awansował także William Longworth, lecz ostatecznie w nim nie wystartował. Harold Hardwick i Leslie Boardman odpadli w ćwierćfinałach, a Theodore Tartakover – w eliminacjach. Na 400 metrów stylem dowolnym także dwóch zawodników dostało się do finału – brąz wywalczył Hardwick, a Healy czwarte miejsce. Dodatkowo Hardwick ustanowił w eliminacjach czasem 5:36,00 nowy rekord olimpijski, poprawiony niedługo później przez Healy'ego o dwie sekundy. Chorąży reprezentacji, Malcolm Champion, odpadł w półfinale, zaś Tartakover w eliminacjach, gdzie nie ukończył wyścigu. Na najdłuższym z dystansów, 1500 metrów stylem dowolnym, znów najlepszym z drużyny Australazji okazał się Hardwick zdobywając drugi brąz. Champion nie ukończył wyścigu finałowego, a Longworth dostał się do półfinału, lecz ostatecznie nie wystartował. Na dystansach 200 i 400 metrów w stylu klasycznym Australazję reprezentował Frank Schryver, lecz w obu przypadkach odpadł w pierwszej, ćwierćfinałowej fazie rywalizacji. Sztafeta 4 × 200 metrów stylem dowolnym, w składzie: Hardwick, Champion, Boardman i Healy, zdobyła złoty medal poprawiając swój własny rekord świata ustanowiony w półfinale (10:14,00) czasem 10:11,20.
Zawodnicy
- Leslie Boardman
- Malcolm Champion
- Harold Hardwick
- Cecil Healy
- William Longworth
- Frank Schryver
- Theodore Tartakover

| Konkurencja                        | Zawodnik                                                     | Eliminacje | Eliminacje           | Ćwierćfinały | Ćwierćfinały         | Półfinał | Półfinał             | Finał    | Finał   | Miejsce |
| Konkurencja                        | Zawodnik                                                     | Wynik      | Miejsce              | Wynik        | Miejsce              | Wynik    | Miejsce              | Wynik    | Miejsce | Miejsce |
| ---------------------------------- | ------------------------------------------------------------ | ---------- | -------------------- | ------------ | -------------------- | -------- | -------------------- | -------- | ------- | ------- |
| 100 m stylem dowolnym              | Cecil Healy                                                  | 1:05,20    | 2. w swoim wyścigu Q | 1:04,80      | 3. w swoim wyścigu Q | 1:05,60  | 1. w swoim wyścigu Q | 1:04,60  | 2.      | srebro  |
| 100 m stylem dowolnym              | William Longworth                                            | 1:05,20    | 2. w swoim wyścigu Q | 1:05,20      | 2. w swoim wyścigu Q | 1:06,20  | 3. w swoim wyścigu Q | -        | DNS     | 6.      |
| 100 m stylem dowolnym              | Harold Hardwick                                              | 1:05,80    | 1. w swoim wyścigu Q | 1:06,00      | 3. w swoim wyścigu   | NQ       | NQ                   | NQ       | NQ      | 9-17.   |
| 100 m stylem dowolnym              | Leslie Boardman                                              | 1:06,00    | 1. w swoim wyścigu Q | 1:05,40      | 4. w swoim wyścigu   | NQ       | NQ                   | NQ       | NQ      | 9-17.   |
| 100 m stylem dowolnym              | Theodore Tartakover                                          | 1:12,20    | 3. w swoim wyścigu   | NQ           | NQ                   | NQ       | NQ                   | NQ       | NQ      | 18-34.  |
| 400 m stylem dowolnym              | Harold Hardwick                                              | 5:36,00    | 1. w swoim wyścigu Q | —            | —                    | 5:31,00  | 1. w swoim wyścigu Q | 5:31,20  | 3.      | brąz    |
| 400 m stylem dowolnym              | Cecil Healy                                                  | 5:34,00    | 1. w swoim wyścigu Q | —            | —                    | 5:37,80  | 3. w swoim wyścigu Q | 5:37,80  | 4.      | 4.      |
| 400 m stylem dowolnym              | Malcolm Champion                                             | 5:37,00    | 2. w swoim wyścigu Q | —            | —                    | 5:38,00  | 4. w swoim wyścigu   | NQ       | NQ      | 6-13.   |
| 400 m stylem dowolnym              | Theodore Tartakover                                          | -          | DNF                  | —            | —                    | NQ       | NQ                   | NQ       | NQ      | AC      |
| 1500 m stylem dowolnym             | Harold Hardwick                                              | 23:23,20   | 1. w swoim wyścigu Q | —            | —                    | 23:14,00 | 3. w swoim wyścigu Q | 23,15,40 | 3.      | brąz    |
| 1500 m stylem dowolnym             | Malcolm Champion                                             | 23:34,00   | 2. w swoim wyścigu Q | —            | —                    | 23:24,20 | 2. w swoim wyścigu Q | -        | DNF     | 4-5     |
| 1500 m stylem dowolnym             | William Longworth                                            | 23:03,60   | 2. w swoim wyścigu Q | —            | —                    | -        | DNS                  | NQ       | NQ      | 6-11.   |
| Sztafeta 4 × 200 m stylem dowolnym | Harold Hardwick Malcolm Champion Leslie Boardman Cecil Healy | —          | —                    | —            | —                    | 10:14,00 | 1. w swoim wyścigu Q | 10:11,20 | 1.      | złoto   |
| 200 m stylem klasycznym            | Frank Schryver                                               | 3:24,00    | 4. w swoim wyścigu   | —            | —                    | NQ       | NQ                   | NQ       | NQ      | 17.     |
| 400 m stylem klasycznym            | Frank Schryver                                               | 7:07,80    | 4. w swoim wyścigu   | —            | —                    | NQ       | NQ                   | NQ       | NQ      | 10.     |

## Tenis ziemny
Australazję w tenisie ziemnym reprezentował jeden zawodnik – Anthony Wilding. Wystartował z halowym turnieju singlowym. W 1/16 finału pokonał 3:0 Szweda Lennarta Silfverstolpa, w 1/8 finału, w takim samym stosunku, kolejnego reprezentanta gospodarzy Thorstena Grönforsa, zaś w ćwierćfinale wygrał z Brytyjczykiem George'em Caridią, ponownie do zera. Kolejnym rywalem był Brytyjczyk Charles Dixon, późniejszy zdobywca srebrnego medalu. Wilding przegrał z nim 1:3, więc mógł dalej walczyć jedynie o brązowy medal. W meczu o brąz zmierzył się z reprezentantem Wielkiej Brytanii Gordonem Lowe i zwyciężył 3:1.
Zawodnicy
- Anthony Wilding

| Konkurencja           | Zawodnik        | 1/16 finału                                 | 1/8 finału                              | Ćwierćfinał                          | Półfinał                                 | Finał / Mecz o trzecie miejsce         | Miejsce |
| Konkurencja           | Zawodnik        | Przeciwnik Wynik                            | Przeciwnik Wynik                        | Przeciwnik Wynik                     | Przeciwnik Wynik                         | Przeciwnik Wynik                       | Miejsce |
| --------------------- | --------------- | ------------------------------------------- | --------------------------------------- | ------------------------------------ | ---------------------------------------- | -------------------------------------- | ------- |
| Gra pojedyncza w hali | Anthony Wilding | Lennart Silfverstolpe W 3:0 (6:0. 6:1, 6:1) | Thorsten Grönfors W 3:0 (6:3, 6:3, 6:3) | George Caridia W 3:0 (6:1, 6:2, 6:2) | Charles Dixon P 1:3 (0:6, 6:4, 4:6, 4:6) | Gordon Lowe W 3:1 (4:6, 6:2, 7:5, 6:0) | brąz    |

## Wioślarstwo
W wioślarstwie Austaralazję reprezentowali: Cecil McVilly w konkurencji jedynek oraz ósemka ze sternikiem z Sydney Rowing Clubu. W pierwszej konkurencji McVilly zakończył swoją rywalizację w eliminacjach z powodu dyskwalifikacji. Ósemka pokonała w eliminacjach osadę szwedzką o dwie długości łodzi, lecz występ w ćwierćfinale zakończył się porażką z osadą brytyjską. Osada Australazji przegrała o pół długości łodzi i odpadła z dalszej rywalizacji.
Zawodnicy
- Cecil McVilly
- Robert Waley
- John Ryrie
- Simon Fraser
- Hugh Ward
- Thomas Parker
- Henry Hauenstein
- Sydney Middleton
- Harry Ross-Soden
- Roger Fitzhardinge

| Konkurencja | Zawodnik | Eliminacje | Eliminacje           | Ćwierćfinały | Ćwierćfinały       | Półfinał | Półfinał | Finał | Finał   | Miejsce |
| Konkurencja | Zawodnik | Wynik      | Miejsce              | Wynik        | Miejsce            | Wynik    | Miejsce  | Wynik | Miejsce | Miejsce |
| ----------- | --- | ---------- | -------------------- | ------------ | ------------------ | -------- | -------- | ----- | ------- | ------- |
| Jedynki     | Cecil McVilly | -          | DQ                   | NQ           | NQ                 | NQ       | NQ       | NQ    | NQ      | -       |
| Ósemki      | Sydney Rowing Club Robert Waley John Ryrie Simon Fraser Hugh Ward Thomas Parker Henry Hauenstein Sydney Middleton Harry Ross-Soden Roger Fitzhardinge | 6:57:00    | 1. w swoim wyścigu Q | nn           | 2. w swoim wyścigu | NQ       | NQ       | NQ    | NQ      | 4-6     |